# Сигман, Стефани
Стефани Сигман (англ. Stephanie Sigman, род. 1987) — мексиканская и американская актриса, известность к которой пришла в 2011 году, после главной роли в кинофильме «Мисс Пуля». В 2015 году она снялась в первом сезоне сериала Netflix «Нарко», а также появилась в фильме «007: Спектр».

## Биография
Сигман родилась в Сьюдад-Обрегоне в семье мексиканки и американца. Благодаря отцу-американцу Ли Сигману, она имеет двойное гражданство.
В 2011 году Сигман исполнила ведущую роль в мексиканском кинофильме «Мисс Пуля», который получил похвалу от критиков и был выбран в качестве мексиканской заявки на премию «Оскар» за лучший фильм на иностранном языке, но не попал в шортлист. Сигман тем временем была номинирована на ирландскую премию критиков за лучший прорыв года, но проиграла Джессике Честейн. В 2013 году она снялась в норвежском триллере «Первопроходец». В том же году она сыграла главную роль в пилоте сериала для USA Network с Брайаном Гринбергом. После его неудачи она взяла на себя второстепенную роль в сериале FX «Мост».
В 2015 году Сигман исполнила одну из основных ролей в сериале Netflix «Нарко». Позже она появилась как одна из девушек Бонда в фильме «007: Спектр», будучи лишь второй мексиканской актрисой, игравшей такую роль в длительной франшизе. Первой была Линда Кристиан в 1954 году. После этого она получила основные женские роли в фильмах «Под прикрытием» и «Война со всеми»
В начале 2016 года Сигман имела второстепенную роль во втором сезоне антологии ABC «Американское преступление» Джона Ридли. Ридли затем дал ей заглавную роль в своем пилоте детективного сериала «Пресенс»

## Фильмография

### Фильмы
| Год  | Название на русском                | Название в оригинале       | Роль            | Примечания                                                     |
| ---- | ---------------------------------- | -------------------------- | --------------- | -------------------------------------------------------------- |
| 2006 | В деталях                          | Con lujo de detalle        | девушка         | короткометражный фильм                                         |
| 2010 | Золотая река                       | Rio de Oro                 | Эстела          |                                                                |
| 2011 | Мисс Пуля                          | Miss Bala                  | Лаура Герреро   | номинация — Dublin Film Critics' Circle Award за лучший прорыв |
| 2012 | Морелос                            | Morelos                    | Франсиска Ортиз |                                                                |
| 2012 | Полёт бабочек                      | Flight of the Butterflies  | Каталина Агуадо |                                                                |
| 2013 | Синее небо                         | El cielo es azul           | Лаурада         |                                                                |
| 2013 | Первопроходец                      | Pioneer                    | Мария Салазар   |                                                                |
| 2014 | Алисия в стране Марии              | Alicia en el país de María | Алисия          |                                                                |
| 2015 | 007: Спектр                        | Spectre                    | Эстрелла        |                                                                |
| 2016 | Война против всех                  | War on Everyone            | Делорес         |                                                                |
| 2016 | Под прикрытием                     | Going Under                | Лупе            |                                                                |
| 2017 | Проклятие Аннабель: Зарождение зла | Annabelle: Creation        | сестра Шарлотта |                                                                |
| 2017 | Озеро Шиммер                       | Shimmer Lake               | Стеф Бартон     |                                                                |

### Телевидение
| Год     | Название на русском       | Название на английском | Роль            | Примечания                  |
| ------- | ------------------------- | ---------------------- | --------------- | --------------------------- |
| 2013    | Договорённость            | The Arrangement        | Лурдес Нивес    | пилот                       |
| 2013-14 | Мост                      | The Bridge             | Эва Гуэрра      | 14 эпизодов                 |
| 2015    | Нарко                     | Narcos                 | Валерия Велес   | регулярная роль, 9 эпизодов |
| 2016    | Американское преступление | American Crime         | Моника Ава      |                             |
| 2016    | Пресенс                   | Presence               | Пресенс Фостер  | пилот                       |
| 2017-18 | Спецназ города ангелов    | S.W.A.T.               | Джессика Кортес | регулярная роль             |